# Kamerun na zimních olympijských hrách
Kamerun na zimních olympijských hrách startuje od roku 2002. Toto je přehled účastí, medailového zisku a vlajkonošů na dané sportovní události.

## Účast na Zimních olympijských hrách
| Dějiště ZOH            | ZOH      | Vlajkonoš     | Zlatá medaile | Stříbrná medaile | Bronzová medaile | Celkem |
| ---------------------- | -------- | ------------- | ------------- | ---------------- | ---------------- | ------ |
| 2002 Salt Lake City    | ZOH 2002 | Isaac Menyoli |               |                  |                  | 0      |
| 2006 Turín             | ZOH 2006 |               |               |                  |                  | Ne     |
| 2010 Vancouver         | ZOH 2010 |               |               |                  |                  | Ne     |
| 2014 Soči              | ZOH 2014 |               |               |                  |                  | Ne     |
| 2018 Pchjongčchang     | ZOH 2018 |               |               |                  |                  | Ne     |
| Celkem                 | 1        |               | 0             | 0                | 0                | 0      |
| Zdroj na Olympedia.org |          |               |               |                  |                  |        |